# Ilusión de Chubb

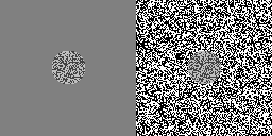
Un ejemplo de la ilusión de Chubb. Los dos centros son idénticos.

La ilusión de Chubb  es una ilusión óptica en la que el contraste aparente de un objeto varía enormemente dependiendo del contexto de la presentación. La textura de bajo contraste rodeada de un campo uniforme parece tener un contraste más alto que cuando se está rodeada de una textura de alto contraste. Esto fue observado y documentado por Charles Chubb y sus compañeros en 1989.